# Svátek Svaté rodiny

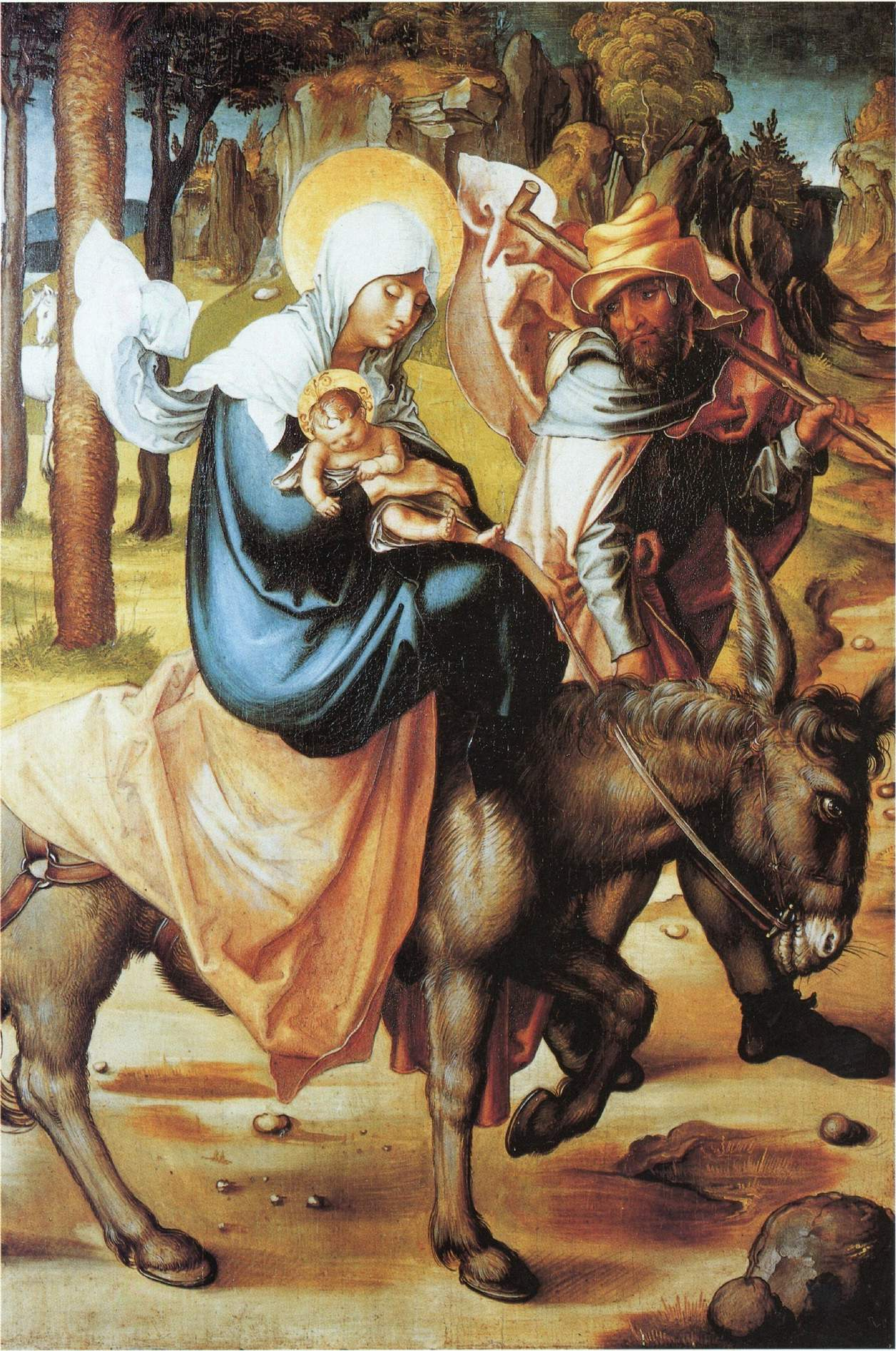
Albrecht Dürer: Útěk do Egypta, 1494–1497

Svátek Svaté rodiny, tedy společenství Ježíše Krista, Panny Marie a sv. Josefa, v liturgickém kalendáři římskokatolické církve připadal před liturgickou reformou po druhém vatikánském koncilu na neděli v oktávu Zjevení Páně (mezi 7. a 13. lednem), kdy jej stále slaví tzv. tradiční katolíci. Papež Pavel VI. jej při své reformě liturgického kalendáře přesunul na neděli v oktávu Narození Páně s výjimkou roku, kdy slavnost Narození Páně a Matky Boží Panny Marie (1. ledna) připadá na neděli, pak se slaví v pátek 30. prosince.
Svátek Svaté rodiny bývá využíván jako příležitost, kdy mohou manželé obnovit manželský slib. Liturgický řád tuto obnovu ale nepředpokládá.